# 南勢湖
南勢湖，是台灣屏東縣枋山鄉的一個傳統地域名稱，位於該鄉中北部。相較於今日行政區，其範圍大致為加祿村中南部，以及獅子鄉的南世村西南端、內獅村西北端。
本地區境內主要聚落為南勢湖。

## 歷史
台灣日治初期，南勢湖地區為一街庄，稱為「南勢湖庄」（舊制街庄），隸屬於嘉禾里。該庄昔日北邊西段與平埔庄為鄰，北邊中至東段及東邊與蕃地為鄰，南邊為枋山庄，西邊臨台灣海峽。
1901年（日治明治三十四年）11月11日，全台廢縣廳改設二十廳，該庄隸屬於恆春廳。1904年（明治三十七年）5月1日，該庄編入「枋山區」，隸屬於恆春廳。1909年（明治四十二年）10月25日，全台合併二十廳為十二廳，枋山區改隸屬於阿緱廳。1920年（大正九年）10月1日，全台地方制度大改正，廢十二廳改設五州二廳，該庄改制為「南勢湖」大字，隸屬於高雄州潮州郡枋山庄（新制街庄）。
戰後枋山庄改制為枋山鄉，隸屬於高雄縣，大字亦改制為村。1950年（民國39年）10月1日，高、屏分治，枋山鄉改隸屬於屏東縣。
相較於今日行政區，本地區的範圍大致為加祿村中南部，以及獅子鄉的南世村西南端、內獅村西北端。

## 聚落
本地區發展較早的聚落為南勢湖，在日治期初期的官方地圖上已有記載。

## 交通
台鐵屏東線是高雄至枋寮間的鐵路幹線，經過本地區，並在境內設有內獅車站。該站屬招呼站，停靠部分莒光號、區間快車及全部區間車；由此可前往台鐵沿線各站。
省道台1線又稱「縱貫公路」，是臺北至楓港的傳統平面幹道，經過本地區。由該道路北行可前往枋寮鄉、佳冬鄉東北部、新埤鄉/南州鄉交界地帶、潮州鎮等地；南行可前往枋山鄉中南部，並止於楓港地區的省道台26線路口。